# Jiří Balaštík
Jiří Balaštík (* 31. května 1951 Brno) je bývalý československý basketbalista, účastník Olympijských her 1972 a Mistrovství Evropy 1973. Je absolventem Právnické fakulty Masarykovy univerzity v Brně (1974). Je zařazen na čestné listině mistrů sportu.
V československé basketbalové lize hrál 7 sezón v letech 1969-1976 za kluby Zbrojovka Brno, Dukla Olomouc a Technika Brno. Byl mistrem Československa 1975, dvakrát vicemistrem (1971, 1972) a má dvě třetí místa (1970, 1973). Podle historické střelecké tabulky basketbalové ligy Československa (od sezóny 1962/63 do 1992/93) zaznamenal 1294 bodů. 
Zúčastnil se čtyř ročníků evropských klubových pohárů v basketbale a to Poháru vítězů pohárů, s týmem Zbrojovka Brno třikrát (1971-1974), s týmem Dukla Olomouc jednoho ročníku. S týmem Brna získal druhé místo v Poháru vítězů pohárů 1974, když podlehli ve finále KK Crvena Zvezda Bělehrad, Jugoslávie 75-86.
Jako hráč reprezentačního družstva Československa byl účastníkem 3 světových a evropských basketbalových soutěží. Za reprezentační družstvo Československa mužů v letech 1971-1973 odehrál 89 zápasů, z toho na Olympijských hrách – včetně kvalifikace na OH a Mistrovství Evropy celkem 25 zápasů, v nichž zaznamenal 109 bodů. Zúčastnil se Olympijských her 1972 v Mnichově (8. místo), když předtím s týmem Československa v kvalifikaci si vybojoval účast na Olympijských hrách. Startoval na Mistrovství Evropy mužů – 1973 v Barceloně (4. místo). Hrál dvakrát na Mistrovství Evropy juniorů – 1968 (10. místo) a 1970 (8. místo).
V roce 1990 byl náměstkem ministra spravedlnosti České republiky a v letech 1989-1992 členem legislativní komise vlády ČR. Je partnerem advokátní kanceláře Kocián, Šolc, Balaštík. V roce 2005 byl vyhlášen Právníkem roku v oboru nemovitosti.

## Hráčská kariéra

### Kluby -liga
- 1969-1974 Spartak/Zbrojovka Brno – 2x vicemistr (1971, 1972), 2x 3. místo (1970, 1973), 4. místo (1974)
- 1974-1975 Dukla Olomouc – mistr Československa (1975)
- 1975-1976 Technika Brno – 11. místo (1976)
- V československé basketbalové lize celkem 7 sezón (1969-1976), 1294 bodů a 5 medailových umístění
  - 1x mistr Československa (1975), 2x vicemistr: (1971, 1972), 2x 3. místo: (1970, 1973)

### Evropské poháry klubů
- Pohár vítězů pohárů
  - Zbrojovka Brno – 3 ročníky – 1971-72 (osmifinále) – 1972-73 (čtvrtfinálová skupina) – 1973-74 (2. místo) – vítěz čtvrtfinálové skupiny B (2-2 349-330): CSA Steaua Bukurešť, Rumunsko (96-86, 64-77), CB Estudiantes Madrid, Španělsko (117-93, 72-74), semifinále: Pallacanestro Turín, Itálie (88-71, 70-86) a prohra ve finále s KK Crvena Zvezda Bělehrad, Jugoslávie 75-86
    - Body ve finále: Jan Bobrovský 20, Kamil Brabenec 14, Vojtěch Petr 10, Jiří Balaštík 9, Jaroslav Beránek 8, Petr Novický 8, Jiří Pospíšil 6. Trenér František Konvička

  - Dukla Olomouc – 1974-1975 (osmifinále)

### Československo
- Předolympijská kvalifikace – 1972 Holandsko (32 bodů /8 zápasů) 2. místo a postup na OH
- Olympijské hry – 1972 Mnichov (47 bodů /10 zápasů) 8. místo
- Mistrovství Evropy – 1973 Barcelona, Španělsko (30 bodů /7 zápasů) 4. místo
- za reprezentační družstvo Československa mužů v letech 1971-1973 hrál celkem 89 zápasů, z toho na 3 světových a evropských soutěžích 25, v nichž zaznamenal 109 bodů
- Mistrovství Evropy juniorů – 1968 Vigo, Španělsko (93 bodů /7 zápasů) 10. místo, 1970 Athény, Řecko (109 /7) 8. místo, celkem na 2 ME juniorů 202 bodů ve 14 zápasech